# دوري أبطال إفريقيا للسيدات 2024
كانت نسخة 2024 من دوري أبطال إفريقيا للسيدات النسخة السنوية الرابعة لمسابقة الأندية الأبرز في كرة القدم النسائية التي ينظمها الاتحاد الإفريقي لكرة القدم. استضافت المغرب البطولة من 9 إلى 23 نوفمبر 2024.
هزم تي بي مازيمبي نادي الجيش الملكي 1–0 في النهائي، ليحصل على أول لقب له في دوري أبطال أفريقيا للسيدات، وبذلك حجز مقعدًا في مرحلة المجموعات في النسخة القادمة من البطولة.
ماميلودي صن داونز كانوا الأبطال المدافعين، ولكنهم خرجوا في مرحلة المجموعات.

## الفرق المتأهلة
التأهل لهذه النسخة، كما في النسخ السابقة من البطولة، تألف من ست بطولات تأهيلية فرعية تمت بين 1 و30 أغسطس 2024، حيث كان لكل اتحاد ممثل. كأبطال حاملين للقب، تأهل ماميلودي صن داونز تلقائياً إلى مرحلة المجموعات.
| الاتحادات    | الفريق                               | طريقة التأهل                                                                                      | المشاركة |
| ------------ | ------------------------------------ | ------------------------------------------------------------------------------------------------- | -------- |
| المغرب       | نادي الجيش الملكي للسيدات (المضيفات) | بطلات البطولة المغربية للسيدات 2023–24 بطلات تصفيات أبطال إفريقيا للسيدات اتحاد شمال إفريقيا 2024 | الرابعة  |
| جنوب إفريقيا | ماميلودي صن داونز (حاملات اللقب)     | فائزات دوري أبطال إفريقيا للسيدات 2023                                                            | الرابعة  |
| جنوب إفريقيا | يو دبليو سي ليديز                    | بطلات تصفيات أبطال إفريقيا للسيدات اتحاد جنوب إفريقيا 2024                                        | الأولى   |
| مصر          | FC مسار                              | وصيفات تصفيات أبطال إفريقيا للسيدات اتحاد شمال إفريقيا 2024                                       | الأولى   |
| السنغال      | إيغلز دي لا ميدينا                   | بطلات تصفيات أبطال إفريقيا للسيدات اتحاد غرب إفريقيا المنطقة أ 2024                               | الأولى   |
| نيجيريا      | إيدو كوينز                           | بطلات تصفيات أبطال إفريقيا للسيدات اتحاد غرب إفريقيا المنطقة ب 2024                               | الأولى   |
| إثيوبيا      | CBE                                  | بطلات تصفيات أبطال إفريقيا للسيدات اتحاد شرق ووسط إفريقيا 2024                                    | الأولى   |
| DR Congo     | تي بي مازيمبي                        | بطلات تصفيات أبطال إفريقيا للسيدات اتحاد وسط إفريقيا 2024                                         | الثانية  |

## الملاعب
تم إعلان المغرب كدولة مضيفة لدوري أبطال أفريقيا للسيدات 2024 في 15 أكتوبر 2024. سيتم استضافة البطولة في ملعبين.
| 300km · 200miles 2 1 موقع المدن المغربية المستضيفة لدوري أبطال أفريقيا للسيدات 20241 الدار البيضاء · 2 الجديدة (المغرب) | الدار البيضاء       | الجديدة (المغرب)    |
| --- | ------------------- | ------------------- |
| 300km · 200miles 2 1 موقع المدن المغربية المستضيفة لدوري أبطال أفريقيا للسيدات 20241 الدار البيضاء · 2 الجديدة (المغرب) | ملعب العربي الزاولي | ملعب بن أحمد العبدي |
| 300km · 200miles 2 1 موقع المدن المغربية المستضيفة لدوري أبطال أفريقيا للسيدات 20241 الدار البيضاء · 2 الجديدة (المغرب) | Capacity: 18،000    | Capacity: 20،000    |
| 300km · 200miles 2 1 موقع المدن المغربية المستضيفة لدوري أبطال أفريقيا للسيدات 20241 الدار البيضاء · 2 الجديدة (المغرب) |                     |                     |

## القرعة
أُجريت القرعة للمرحلة الجماعية والأدوار النهائية في 18 أكتوبر 2024، 11:00 GMT (12:00 التوقيت المحلي، UTC+1)، في سلا، المغرب. تم توزيع الفرق الثمانية المتأهلة إلى مجموعتين من أربعة فرق، مع تخصيص المستضيفين AS FAR للموقع A1، وحُدد الأبطال المدافعون ماميلودي صن داونز للسيدات للموقع B1.

## مرحلة المجموعات

### كسر التعادل
تم تصنيف الفرق وفقًا لالنقاط (3 نقاط للفوز، 1 نقطة للتعادل، 0 نقاط للخسارة).
إذا تساوى فريقان في النقاط، يتم تطبيق معايير كسر التعادل التالية، بالترتيب المعطى، لتحديد الترتيب (المادة 71 من اللوائح):
1. النقاط في المباريات المباشرة بين الفريقين المتعادلين؛
2. فارق الأهداف في جميع مباريات المجموعة؛
3. الأهداف المسجلة في جميع مباريات المجموعة؛
4. القرعة.

إذا كان هناك أكثر من فريقين متعادلين، يتم تطبيق المعايير التالية بدلاً من ذلك:
1. النقاط في المباريات بين الفرق المتعادلة؛
2. فارق الأهداف في المباريات بين الفرق المتعادلة؛
3. الأهداف المسجلة في المباريات بين الفرق المتعادلة؛
4. إذا بعد تطبيق جميع المعايير أعلاه، كان فريقان لا يزالان متعادلين، تطبق المعايير أعلاه مرة أخرى في المباريات بين الفريقين المعنيين. إذا لم تحل هذه التعادل، تطبق المعايير الثلاثة التالية؛
5. فارق الأهداف في جميع مباريات المجموعة؛
6. الأهداف المسجلة في جميع مباريات المجموعة؛
7. القرعة.

### المجموعة أ
| م | الفريق                                                             | لعب | ف | ت | خ | أ.له | أ.ع | أ.ف | نقاط |
| - | ------------------------------------------------------------------ | --- | - | - | - | ---- | --- | --- | ---- |
| 1 | القوات المسلحة الملكية، تي بي مازيمبي، جامعة ويسترن كيب، إيه آي جي | 0   | 0 | 0 | 0 | 0    | 0   | 0   | 0    |

| تي بي مازيمبي                    | 2–0   | يو دبليو سي ليديز |
| -------------------------------- | ----- | ----------------- |
| - مارتا لاتشو 61' - كانجينجا 77' | تقرير |                   |

| الجيش الملكي                  | 3–0   | إيجلز دي لا ميدينا |
| ----------------------------- | ----- | ------------------ |
| - المدني 9'، 29' - رباح 45+4' | تقرير |                    |

| يو دبليو سي ليديز       | 2–0   | إيجلز دي لا ميدينا |
| ----------------------- | ----- | ------------------ |
| - كوبو 50' - ندلوفو 66' | تقرير |                    |

| الجيش الملكي                   | 3–1   | تي بي مازيمبي |
| ------------------------------ | ----- | ------------- |
| - المدني 50' - مسعودي 52'، 58' | تقرير | - أوبونو 11'  |

| يو دبليو سي ليديز | 0–2   | الجيش الملكي                |
| ----------------- | ----- | --------------------------- |
|                   | تقرير | المدني 35' (ركلة جزاء)، 62' |

| إيجلز دي لا ميدينا | 0–4   | تي بي مازيمبي                                     |
| ------------------ | ----- | ------------------------------------------------- |
|                    | تقرير | - مارتا لاتشو 49' - كريتو 51'، 64' - كانجينجا 71' |

### المجموعة ب
| م | الفريق                                           | لعب | ف | ت | خ | أ.له | أ.ع | أ.ف | نقاط |
| - | ------------------------------------------------ | --- | - | - | - | ---- | --- | --- | ---- |
| 1 | إدو كوينز، نادي مسار للسيدات، إم إس دي، سي بي إي | 0   | 0 | 0 | 0 | 0    | 0   | 0   | 0    |

| ماميلودي صن داونز | 0–1   | نادي مسار للسيدات         |
| ----------------- | ----- | ------------------------- |
|                   | تقرير | - نيونكوروا 45+4' (ركلة.) |

| CBE | 0–3   | إيدو كوينز                                |
| --- | ----- | ----------------------------------------- |
|     | تقرير | - إيسين 5' - إيجاميلوسي 54' - أوسيجوي 80' |

| ماميلودي صن داونز                            | 4–0   | CBE |
| -------------------------------------------- | ----- | --- |
| - كغادييت 17'، 30' - رابالي 25' - داويتي 37' | تقرير |     |

| إيدو كوينز | 0–0   | نادي مسار للسيدات |
| ---------- | ----- | ----------------- |
|            | تقرير |                   |

| إيدو كوينز                    | 2–1   | ماميلودي صن داونز |
| ----------------------------- | ----- | ----------------- |
| - إيسين 90+5' - مامودو 90+11' | تقرير | - كغادييت 24'     |

| نادي مسار للسيدات                 | 2–1   | CBE            |
| --------------------------------- | ----- | -------------- |
| - نيونكوروا 21' - ياسمين محمد 85' | تقرير | - واكوما 90+4' |

## المرحلة الإقصائية
|  | نصف النهائي               | نصف النهائي   |                     |   | النهائي | النهائي |
|  |                           |               |                     |   |         |         |
|  | 19 نوفمبر – الجديدة       |               |                     |   |         |         |
|  |                           |               |                     |   |         |         |
|  | الجيش الملكي              | 2             |                     |   |         |         |
|  | الجيش الملكي              | 2             | 23 نوفمبر – الجديدة |   |         |         |
|  | نادي مسار                 | 1             |                     |   |         |         |
|  | نادي مسار                 | 1             | الجيش الملكي        | 0 |         |         |
|  | 19 نوفمبر – الدار البيضاء |               | الجيش الملكي        | 0 |         |         |
|  |                           | تي بي مازيمبي | 1                   |   |         |         |
|  | إيدو كوينز                | تي بي مازيمبي | 1                   | 1 |         |         |
|  | إيدو كوينز                |               |                     | 1 |         |         |
|  | تي بي مازيمبي (ب.و.إ.)    | 3             |                     |   |         |         |
|  | تي بي مازيمبي (ب.و.إ.)    | 3             | المركز الثالث       |   |         |         |
|  |                           |               |                     |   |         |         |
|  | 22 نوفمبر – الجديدة       |               |                     |   |         |         |
|  |                           |               |                     |   |         |         |
|  | نادي مسار (ج.)            | 0 (4)         |                     |   |         |         |
|  | نادي مسار (ج.)            | 0 (4)         |                     |   |         |         |
|  | إيدو كوينز                | 0 (3)         |                     |   |         |         |

### نصف النهائي
| إيدو كوينز  | 1–3 (ب.و.إ.) | تي بي مازيمبي                                                 |
| ----------- | ------------ | ------------------------------------------------------------- |
| - إسيين 65' | تقرير        | - كانجينجا 90' - فولورونشو 101' (ه.ذ.) - كاساج 105+3' (ركلة.) |

| الجيش الملكي               | 2–1   | نادي مسار للسيدات     |
| -------------------------- | ----- | --------------------- |
| - بانوك 12' - المدني 90+6' | تقرير | - إيهاب 90+5' (ركلة.) |

### مباراة تحديد المركز الثالث
| نادي مسار للسيدات                               | 0–0   | إيدو كوينز                                       |
| ----------------------------------------------- | ----- | ------------------------------------------------ |
|                                                 | تقرير |                                                  |
| ركلات الترجيح                                   |       |                                                  |
| نيونكورو · عبد الواحد · مصطفى · أبو الوفا · علي | 4–3   | مافيسير · إليفييدا · إيسيين · إجاميلوسي · أوليسي |

## إحصائيات

### أفضل الهدافين
هذه قائمة بأفضل عشرة هدافين في المرحلة الرئيسية من هذه البطولة:
| الترتيب | اللاعب               | الفريق            | الأهداف |
| ------- | -------------------- | ----------------- | ------- |
| 1       | ضحى المدني           | الجيش الملكي      | 6       |
| 2       | ميليندا كغاديت       | ماميلودي صن داونز | 3       |
| 2       | ميرفي كانجينغا       | تي بي مازيمبي     | 3       |
| 2       | إيمايم إيسيان        | إيدو كوينز        | 3       |
| 3       | سناء مسعودي          | الجيش الملكي      | 2       |
| 3       | مارتا لاكو           | تي بي مازيمبي     | 2       |
| 3       | مارلين كاساج         | تي بي مازيمبي     | 2       |
| 3       | بريسيل كريتو         | تي بي مازيمبي     | 2       |
| 3       | ساندرا نيوينكورو     | نادي مسار للسيدات | 2       |
| 10      | عزيزة الرباح         | الجيش الملكي      | 1       |
| 10      | صفاء بنوك            | الجيش الملكي      | 1       |
| 10      | إيلينا أوبونو        | تي بي مازيمبي     | 1       |
| 10      | فلولاشادي إيجاميلوسي | إيدو كوينز        | 1       |
| 10      | جودنيس أوسيجوي       | إيدو كوينز        | 1       |
| 10      | مولاتيلو كوبو        | يو دبليو سي سيدات | 1       |
| 10      | نتومبيفيكيلي ندلوفو  | يو دبليو سي سيدات | 1       |
| 10      | بويتوميلو رابالي     | ماميلودي صن داونز | 1       |
| 10      | ليونا داويتي         | ماميلودي صن داونز | 1       |
| 10      | مايا إيهاب           | نادي مسار للسيدات | 1       |
| 10      | ياسمين محمد          | نادي مسار للسيدات | 1       |
| 10      | ماري مامودو          | إيدو كوينز        | 1       |
| 10      | سناف واكوما          | سي بي إي          | 1       |

## الجوائز
اختارت مجموعة الدراسة الفنية لدوري أبطال إفريقيا لكرة القدم للسيدات الأسماء التالية كأفضل ما في البطولة.
| الجائزة           | اللاعبة                   | الفريق                    |
| ----------------- | ------------------------- | ------------------------- |
| أفضل لاعبة        | سناء مسعودي               | الجيش الملكي              |
| الهدافة           | ضحى المدني                | الجيش الملكي              |
| أفضل حارسة مرمى   | حبيبة عماد                | نادي مسار للسيدات للسيدات |
| فريق اللعب النظيف | نادي مسار للسيدات للسيدات | نادي مسار للسيدات للسيدات |

أعلنت مجموعة الدراسة الفنية للاتحاد الأفريقي عن التشكيلة المثالية للبطولة على النحو التالي:
| حراس المرمى       | المدافعون                     | لاعبو الوسط           | المهاجمون                   |
| التشكيلة المثالية | التشكيلة المثالية             | التشكيلة المثالية     | التشكيلة المثالية           |
| ----------------- | ----------------------------- | --------------------- | --------------------------- |
| عماد              | أوساني نانكيا نانتونجو فوكولو | كاساج مسعودي نيونكورو | المدني كانجينجا مارتا لاتشو |

مدرب: لمياء بومهدي

## روابط خارجية
- الموقع الرسمي
- CAF opens bid for three competitions - Daily Post (Nigeria)